# Lo scafandro e la farfalla (libro)
Lo scafandro e la farfalla (Le scaphandre et le papillon) è un libro autobiografico del giornalista francese Jean-Dominique Bauby pubblicato nel 1997.
Il libro fa una cronaca degli eventi giornalieri e della vita di una persona affetta da sindrome locked-in.

## Trama
L'8 dicembre 1995, un ictus getta Jean-Dominique Bauby (43 anni) in coma. Quando si risveglia, dopo 20 giorni, le sue funzioni motorie sono deteriorate, lasciandolo in una condizione che la medicina chiama sindrome locked-in. Si trova, perfettamente lucido, in un corpo che non soddisfa più la sua mente, da qui la metafora del titolo. Bauby non può più muoversi, parlare, mangiare, respirare senza aiuto.
L'autore racconta i suoi primi momenti della sindrome, quando non capisce il legame tra lui ed una sedia a rotelle. Descrive i ricordi della sua famiglia e di una giornata tipo nella stanza 119 dell'ospedale Berck.
Il libro è stato interamente scritto da Bauby tramite il battito della palpebra del suo occhio sinistro, unico contatto con il mondo esterno. Una infermiera collaboratrice, Claude Mendibil, gli recitava l'alfabeto secondo l'ordine di maggior utilizzo delle lettere dell'alfabeto (in francese E, S, A, R, I, N, T, U, L, O, M, P, D, C, F, B, V, H, G, J, Q, Z, Y, K, X, W) e Bauby batteva il ciglio alla lettera desiderata. Così, lettera dopo lettera, Bauby dettò parole, frasi e intere pagine. Il metodo, proposto dall'infermiere, era tratto da quello simile descritto da Alexandre Dumas nel Conte di Montecristo per il personaggio di Noirtier.
Ogni mattina, prima dell'alba, Bauby pensava e memorizzava un capitolo da dettare più tardi. Per scrivere l'intero libro ci sono voluti circa 200.000 battiti di ciglio, e per comporre una parola occorrevano due minuti.
Dieci giorni dopo l'uscita del libro in Francia, Bauby morì per arresto cardiaco conseguente ad una polmonite, all'età di quasi 45 anni, il 9 marzo 1997.

## Pubblicazione
Il libro venne pubblicato il 7 marzo del 1997. Ebbe eccellenti critiche e nella prima settimana vendette 200 000 copie. 

## Adattamento cinematografico
Nel 2007 il regista statunitense Julian Schnabel ha realizzato l'omonimo film, con l'attore francese Mathieu Amalric nella parte di Bauby. Con questo film Schnabel si è guadagnato il premio per il miglior regista al festival del cinema di Cannes.

## Edizioni
- Jean-Dominique Bauby, Lo scafandro e la farfalla, traduzione di Benedetta Pagni Frette, Ponte alle Grazie, 1997,  p. 126, ISBN 88-7928-402-9.